# Scotinotylus
Scotinotylus Simon, 1884 è un genere di ragni appartenente alla famiglia Linyphiidae.

## Distribuzione
Le 46 specie oggi attribuite a questo genere sono state rinvenute nell'Olartico.

## Tassonomia
Considerato un sinonimo anteriore di Caledonia O. P.-Cambridge, 1894, a seguito di un lavoro dell'aracnologo Millidge del 1977; è anche sinonimo anteriore di Yukon Chamberlin & Ivie, 1947 e di Cheraira Chamberlin, 1949 a seguito di un lavoro dell'aracnologo Millidge del 1981.
Non è invece sinonimo anteriore di Coreorgonal Bishop & Crosby, 1935, secondo uno studio dell'aracnologo Crawford del 1988 e contra un lavoro anteriore dell'aracnologo Millidge del 1981.
A giugno 2012, si compone di 46 specie:
1. Scotinotylus alienus (Kulczyński, 1885) — Russia, Alaska, Canada
2. Scotinotylus allocotus Crawford & Edwards, 1989 — USA
3. Scotinotylus alpigena (L. Koch, 1869) — Regione paleartica
4. Scotinotylus alpinus (Banks, 1896) — Russia, Mongolia, Alaska, Canada, USA, Groenlandia
5. Scotinotylus altaicus Marusik, Hippa & Koponen, 1996 — Russia
6. Scotinotylus ambiguus Millidge, 1981 — USA, Canada
7. Scotinotylus amurensis Eskov & Marusik, 1994 — Russia
8. Scotinotylus antennatus (O. P.-Cambridge, 1875)[3] — Europa
9. Scotinotylus apache (Chamberlin, 1948)[4] — USA
10. Scotinotylus autor (Chamberlin, 1948)[5] — USA
11. Scotinotylus bicavatus Millidge, 1981 — USA
12. Scotinotylus bodenburgi (Chamberlin & Ivie, 1947)[6] — Alaska
13. Scotinotylus boreus Millidge, 1981 — Canada
14. Scotinotylus castoris (Chamberlin, 1948) — USA
15. Scotinotylus clavatus (Schenkel, 1927) — Svizzera, Austria
16. Scotinotylus columbia (Chamberlin, 1948)[7] — Canada
17. Scotinotylus crinitis Millidge, 1981 — USA
18. Scotinotylus dubiosus Millidge, 1981 — USA
19. Scotinotylus eutypus (Chamberlin, 1948) — Regione olartica
20. Scotinotylus evansi (O. P.-Cambridge, 1894) — Groenlandia, Regione paleartica
21. Scotinotylus exsectoides Millidge, 1981 — Canada
22. Scotinotylus formicarius (Dondale & Redner, 1972) — USA
23. Scotinotylus gracilis Millidge, 1981 — USA
24. Scotinotylus humilis Millidge, 1981 — USA
25. Scotinotylus kenus (Chamberlin, 1948) — USA
26. Scotinotylus kimjoopili Eskov & Marusik, 1994 — Russia
27. Scotinotylus kolymensis Eskov & Marusik, 1994 — Russia
28. Scotinotylus levii Marusik, 1988 — Russia
29. Scotinotylus majesticus (Chamberlin & Ivie, 1947) — Alaska, Canada, USA
30. Scotinotylus millidgei Eskov, 1989 — Russia
31. Scotinotylus montanus Millidge, 1981 — USA
32. Scotinotylus pallidus (Emerton, 1882) — USA, Canada
33. Scotinotylus patellatus (Emerton, 1917)[8] — Alaska, Canada, USA
34. Scotinotylus pollucis Millidge, 1981 — USA
35. Scotinotylus protervus (L. Koch, 1879) — Russia, Mongolia, Alaska, Canada
36. Scotinotylus provincialis Denis, 1949 — Francia
37. Scotinotylus provo (Chamberlin, 1948) — USA
38. Scotinotylus regalis Millidge, 1981 — USA
39. Scotinotylus sacer (Crosby, 1929) — Regione olartica
40. Scotinotylus sacratus Millidge, 1981 — USA
41. Scotinotylus sagittatus Millidge, 1981 — USA
42. Scotinotylus sanctus (Crosby, 1929) — USA, Canada
43. Scotinotylus sintalutus Millidge, 1981 — Canada
44. Scotinotylus tianschanicus Tanasevitch, 1989 — Asia Centrale
45. Scotinotylus venetus (Thorell, 1875) — Italia
46. Scotinotylus vernalis (Emerton, 1882) — USA, Canada

### Sinonimi
- Scotinotylus bipoculatus Millidge, 1981; questo esemplare, a seguito di un lavoro dell'aracnologo Crawford del 1988, è stato riconosciuto sinonimo di S. bicavatus Millidge, 1981[1].
- Scotinotylus chera (Chamberlin & Ivie, 1933; questo esemplare, a seguito di un lavoro dell'aracnologo Millidge del 1981, è stato riconosciuto sinonimo di S. sanctus (Crosby, 1929).
- Scotinotylus divisus Chamberlin, 1949; questo esemplare, a seguito di un lavoro dell'aracnologo Millidge del 1981, è stato riconosciuto sinonimo di S. vernalis (Emerton, 1882).
- Scotinotylus inflatus Sørensen, 1898; questo esemplare, a seguito di un lavoro dell'aracnologo Holm del 1967, è stato riconosciuto sinonimo di S. alpinus Banks, 1896.
- Scotinotylus lapidicola Sørensen, 1898; questo esemplare, a seguito di un lavoro dell'aracnologo Holm del 1967, è stato riconosciuto sinonimo di S. alpinus Banks, 1896.
- Scotinotylus magnificus Millidge, 1981; questo esemplare, a seguito di un lavoro dell'aracnologi Eskov & Marusik del 1994, è stato riconosciuto sinonimo di S. majesticus (Chamberlin & Ivie, 1947).
- Scotinotylus nivalis (Schenkel, 1919); questo esemplare, a seguito di un lavoro dell'aracnologo Thaler del 1978, è stato riconosciuto sinonimo di S. evansi (O. P.-Cambridge, 1894).
- Scotinotylus prominens (Vogelsanger, 1944); questo esemplare, a seguito di un lavoro dell'aracnologo Thaler del 1970, è stato riconosciuto sinonimo di S. clavatus (Schenkel, 1927).
- Scotinotylus repudiatus (L. Koch, 1879); questo esemplare, a seguito di un lavoro dell'aracnologo Holm del 1950, è stato riconosciuto sinonimo di S. alpigena (L. Koch, 1869).
- Scotinotylus salmonis (Chamberlin, 1949); questo esemplare, a seguito di un lavoro dell'aracnologo Millidge del 1981, è stato riconosciuto sinonimo di S. sanctus (Crosby, 1929).
- Scotinotylus ungavensis Jackson, 1933; questo esemplare, a seguito di un lavoro dell'aracnologo Braendegaard del 1946, è stato riconosciuto sinonimo di S. alpinus (Banks, 1896).

### Specie trasferite
- Scotargus bicornis (Emerton, 1923); trasferita al genere Coreorgonal Bishop & Crosby, 1935.[1]
- Scotargus monoceros (Simon, 1884); trasferita al genere Coreorgonal Bishop & Crosby, 1935.
- Scotargus petulcus Millidge, 1981; trasferita al genere Coreorgonal Bishop & Crosby, 1935.
- Scotargus sacerdotalis (Crosby & Bishop, 1933), 1964; trasferita al genere Disembolus Chamberlin & Ivie, 1933.
- Scotargus strandi Sytshevskaja, 1935; trasferita al genere Horcotes Crosby & Bishop, 1933.
- Scotargus willapa (Chamberlin, 1949); trasferita al genere Coreorgonal Bishop & Crosby, 1935.